# Sansuke Yamada
Sansuke Yamada (山田参助, nacido en 1972) es un artista de manga, ilustrador y músico japonés. Es conocido por su carrera temprana en manga gay, como cantante principal del grupo Kayōkyoku Tomari, y por su galardonada serie de manga de 2013 Areyo Hoshikuzu (あれよ星屑, Alas, Stardust).

## Biografía
Yamada nació en 1972 en Toyonaka, Prefectura de Osaka. Comenzó a dibujar manga en cuarto grado y desarrolló un interés por la historia del Japón posterior a la ocupación antes de estudiar en la Universidad de Arte de Osaka. Yamada cita entre sus primeras influencias las películas de Shoichi Ozawa; obras literarias de izquierda de Ryusuke Saito, Miyoko Matsutani, Akiyuki Nosaka y Komimasa Tanaka; fotografías de noticias históricas publicadas por Mainichi Shimbun; Introduction to Manga de Fujio Akatsuka; y la serie de televisión Ōedo Sōsamō.
En 1991, Yamada hizo su debut como mangaka, escribiendo e ilustrando un dōjinshi sobre mujeres de solaz. En 1994, comenzó a publicar profesionalmente como artista de manga gay, apareciendo en las revistas de interés gay Sabu y Samson. Yamada se convertiría en colaborador habitual de ambas revistas y fue ilustrador de portada exclusivo de Samson en 2005. En 2010, Yamada contribuyó con obras de arte para "FACE TO REAL", una serie de arte organizada para crear conciencia sobre el VIH/SIDA en Japón.
Areyo Hoshikuzu, la primera serie larga de manga creada por Yamada para una audiencia general, se serializó en Comic Beam de 2013 a 2018. La serie, que sigue a dos veteranos del Ejército Imperial Japonés después de la Segunda Guerra Mundial, recibió una gran aclamación de la crítica, ganando un Premio Cultural Tezuka Osamu y el Gran Premio de la Asociación de Caricaturistas de Japón.
En 2015, su serie de manga Nippon Night Pillow (ニッポン夜枕ばなし) comenzó a serializarse en Comic Beam.
Además de su trabajo en manga, Yamada es músico de kayōkyoku. Es el cantante principal del dúo musical Tomari, con Atsuhiko Takemura. El grupo ha lanzado dos álbumes a través de P-Vine Records: Utagoe no Minato (唄声の港, "Hoarse Harbour") en 2010, y Seigetsu Shōkyoku-shū en 2014.